# Marco Barnabino
Marco Barnabino (Vercelli, 1º marzo 1969) è un fotografo italiano.

## Biografia
(Franco Ricciardiello)
Giornalista, fotografo professionista, docente di Marketing e Comunicazione aziendale, Marco Barnabino pubblica il primo libro fotografico nel 2010, dedicato al piccolo comune di Boccioleto in Valsesia. Nel 2013 è direttore della fotografia del film 20/11 di Alex Zarino, durante le riprese del quale matura l'idea del lavoro successivo, Eva: modella protagonista è la campionessa italiana di muay thai Jleana Valentino, rappresentata in chiave pop art e metafisica, che converte il corpo in un'opera di artigianato:
(Marco Barnabino)
Eva è una donna androgina, asessuata, generata dall'ombra ma data in pasto alla luce. Il lavoro viene esposto anche al Milan Image Art Fair di Milano e a Arles, città che ospita i Rencontres d'Arles, festival annuale di fotografia.

Nel 2015 Marco Barnabino avvia una collaborazione artistica con la pittrice cipriota Marina Yannou Erotokritou, il cui prodotto è un lavoro a quattro mani intitolato Trapped in Time, comprendente immagini che ritraggono dipinti, e tele che riproducono fotografie.
Come riconoscimento al valore artistico dell’opera, la città di Nicosia e lo stato di Cipro hanno ospitato il lavoro nel settembre 2016 nella sala di Porta Famagosta, nella capitale.

Il lavoro Le Voyage d'Aphrodite, che ha avuto una prima nella città di Arles, comprende cinquanta foto a colori e in bianconero; è un’opera concettuale ispirata al Libro Rosso di Carl Gustav Jung, nel quale la donna realizza un viaggio all’interno di se stessa. Afrodite è un archetipo dell’animo umano, rappresenta la funzione trascendente, che sposta sul piano dell’immaginazione i sentimenti della funzione cosciente.
Nasce da questo progetto il libro del 2018 che porta lo stesso titolo, corredato da un commento di Roberta Di Nicola, con il sottotitolo Per una psico-filosofia dell'immagine: gli autori si occupano dell'interiorità femminile, cercando immagini per il momento in cui la donna affronta le proprie zone d'ombra. Il lavoro si situa nel campo della fotografia concettuale, esplorandone esplicitamente i risvolti psicologici.
Lo specchio di Lilith (2021) è un progetto portato avanti insieme al fotografo Matteo Agarla, e culmina in un libro a quattro  mani dallo stesso titolo; il testo, incentrato sulla figura mitica di Lilith come simbolo di catarsi, è completato da commenti alle immagini a firma delle modelle coinvolte.
(Franco Ricciardiello, prefazione a Lo specchio di Lilith>)
Il volume è stato presentato durante il Milano Photofestival 2021 alla galleria MA-EC a Palazzo Durini, in occasione della mostra internazionale Monologue - Loneliness in the Bustling City.

## Opere
- Marco Barnabino, Boccioleto, vita arte e cultura valsesiana, testi di Fabio Bourbon, Whitelight, 2008,  p. 128, ISBN 978-88-95603-02-5.
- Marco Barnabino, Rivelazione di un istante (catalogo mostra omonima), La Grinta, 2010,  p. 48.
- Marco Barnabino, Eva, coll. Minium, Bam Edizioni, 2013,  p. 56, ISBN 978-88-98427-11-6.
- Roberta Di Nicola, Marco Barnabino, Le Voyage d'Aphrodite. Per una psico-filosofia dell'immagine, coll. Eterotopie, Mimesis, 2018,  p. 151, ISBN 9788857546063.
- Marco Barnabino, Matteo Agarla, Lo specchio di Lilith, coll. Eterotopie, Mimesis, 2021,  p. 208, ISBN 9788857563534.

## Mostre personali
- 2011: Rivelazione di un istante – Museo Etnografico Gambarina, Alessandria
- 2012: La Processione delle Macchine – Salone Dugentesco, Vercelli
- 2013: Eva - histoire d'un mannequin – Rencontres d'Arles, Arles
- 2014: Eva - histoire d'un mannequin – Milan Image Art Fair, Milano
- 2014: Réalité Suspendue – Arles
- 2014: Il mantello invisibile - Viaggio nel pantheon celtico – Museo del tessile, Busto Arsizio
- 2016: Le Voyage d'Aphrodite – Club des Jumelages, Arles
- 2016: Trapped in Time – sala porta Famagosta, Nicosia (Cipro)
- 2017: Le cercle de la vie - Rencontres d'Arles, Arles
- 2018: L'alchimie de l'âme - Rencontres d'Arles, Arles
- 2018: Le Voyage d'Aphrodite - Istituto italiano di cultura, Cracovia